# Назаров, Мухаммед Назарович
Мухаммед Назарович Назаров (туркм. Muhammet Nazarow) — туркменский государственный деятель. Варианты транскрипции имени: Мухамед, Мухаммет.

## Биография
До 11 октября 1996 года занимал должность заместителя председателя Комитета национальной безопасности Туркменистана.
С 11 октября 1996 года по 14 марта 2002 года занимал должность председателя Комитета национальной безопасности Туркменистана. 26 октября 1998 года был награждён Орденом «Туркменбаши», так же с 2001 по 2002 год был заместителем Председателя Кабинета министров Туркменистана. 10 января 2001 года был награждён Орденом «За большую любовь к независимому Туркменистану».
С 7 мая 2001 года по 4 марта 2002 года был советником Президента Туркменистана по правовым вопросам и координации деятельности правоохранительных и военных органов по совместительству с основной работой.
В 2002 году было начато уголовное преследование группы офицеров Комитета национальной безопасности Туркменистана во главе с Мухаммедом Назаровым — «Дело Мухаммеда Назарова». Группу обвиняли в совершении преступлений по 11 статьям Уголовного кодекса Туркменистана, среди которых умышленные убийства, превышение служебных полномочий, коррупция. 4 марта 2002 года Мухаммед Назаров был понижен в воинском звании с генерал-полковника до генерал-лейтенанта. 2 апреля 2002 года был лишён воинского звания.18 июня 2002 года Мухаммеда Назарова приговорили к 20 годам лишения свободы.